# Doris Duke
Doris Duke (Nova York, Estat de Nova York, 22 de novembre de 1912 - Beverly Hills, Califòrnia, 28 juliol de 1993) va ser una hereva estatunidenca. Polifacètica i adinerada, se la coneix per ser una filantropa, dissenyadora de jardins i col·leccionista d'art.
Era filla de James Buchanan Duke, un magnat del tabac immensament ric, fundador de l'American Tobacco Company. Va ser capaç de finançar una vida de viatges internacionals i interessos molt diversos, com el periodisme, el surf, el piano jazz, la conservació de la fauna, l'art oriental i el Hare Krixna.
Gran part de les seves activitats es van centrar en la finca del seu pare a Hillsborough Township, Nova Jersey, on va crear molts jardins de temàtiques diferents, que va decorar amb objectes que adquiria durant els seus viatges pel món; d'aquesta manera va constituir els Duke Gardens, una de les exhibicions botàniques interiors més grans dels Estats Units. També va dedicar bona part del seu temps a la preservació de més de vuitanta edificis històrics a Newport, Rhode Island.
Es va casar dues vegades però tots dos matrimonis can acabar en divorci. A part dels seus dos matrimonis, la Doris va gaudir d'una vida privada animada, sempre objecte de gran interès de la premsa rosa.
La seva dedicació filantròpica, que sovint va passar desapercebuda pel públic, la va acompanyar fins a la vellesa i s'estima que va donar al voltant de 1.300 milions de dòlars en obres de caritat.
Després de molts problemes legals amb executors i administradors, la Doris Duke Charitable Foundationn'administra el llegat actualment. Aquesta fundació es dedica a la investigació mèdica, a la prevenció de la crueltat envers nens i animals, a les arts escèniques, a la fauna i a l'ecologia.

## Família i joventut

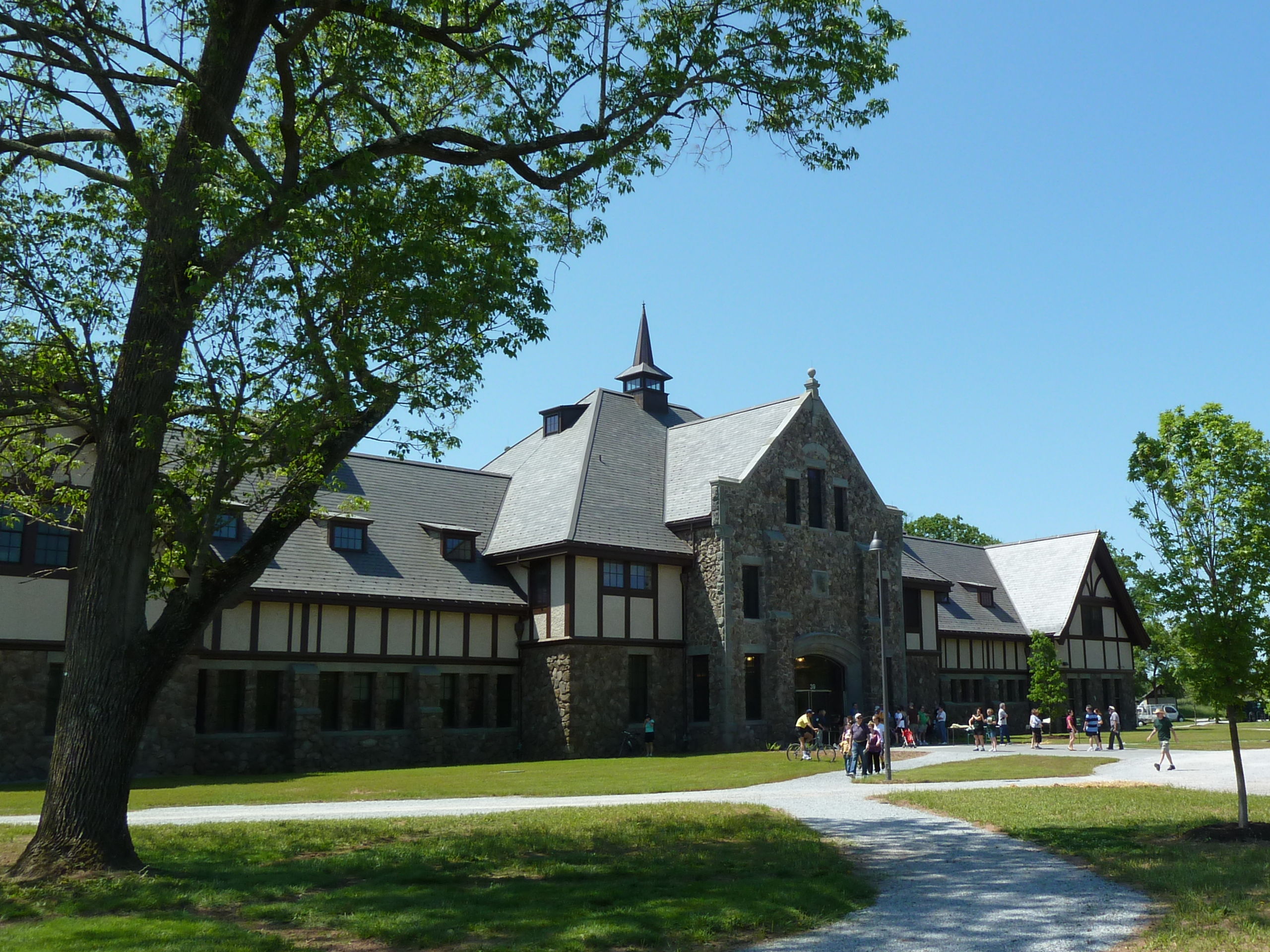
Duke Farms

La Doris va ser l'única descendent de James Buchanan Duke, magnat del tabac i de laproducció hidroelèctrica, i de la seva segona dona, Nanaline Holt Inman, vídua del doctor William Patterson Inman. Quan va morir el 1925, la voluntat del pare de Doris Duke va ser llegar la major part dels seus béns, al voltant de 17 milions de dòlars, a la seva esposa i a la seva filla, en dues clàusules independents del testament, al llegat que havia creat el 1924. El valor total de les seves propietats no es va revelar mai, però s'estima que podria anar des d'uns 60 i uns 100 milions de dòlars, (que equivalen entre 749.771.000 € i 1.249.309.000 d'euros el 2016).
Doris Duke va passar la seva infantesa a la propietat del seu pare, a Duke Farms, una finca d'una extensió de 2.700 acres (11 km²) a Hillsborough Township, Nova Jersey.
A causa de l'ambigüitat en el testament de James Duke, es va presentar una demanda per impedir subhastes i vendes directes de béns arrels; Doris Duke va demandar amb èxit la seva mare i altres executors per evitar aquestes vendes. Un dels béns immobles en qüestió era la mansió de James B. Duke, ubicada al número 1 d'East 78TH Street, que més tard es va convertir en la seu de l'Institute of Fine Arts a Nova York (New York University).
La Doris va ser presentada en societat com una debutant el 1930, als 18 anys, en un ball a Rough Point, la residència de la família a Newport (Rhode Island).
Quan va complir 21, 25 i els 30 anys; va rebre grans herències procedents del testament del seu pare i, per això, de vegades se la coneixia com a la «noia més rica del món».
La seva mare va morir el 1962, i li va deixar les joies i un abric.

## Vida adulta
Quan Doris Duke va arribar a la majoria d'edat, gràcies a la seva posició benestant, va poder dedicar-se a interessos diversos, especialment a llargs viatges per tot el món i a les arts.
Durant la Segona Guerra Mundial, va treballar en una cantina de mariners a Egipte, cobrant un dòlar a l'any. la Doris parlava el francès amb fluïdesa.
El 1945, la Doris va començar una carrera efímera com a corresponsal a l'estranger per a l'International News Service, i va informar des de diverses ciutats de tot Europa, devastada per la guerra. Després de la guerra, es va traslladar a París, on va escriure per a la revista Harper's Bazaar.

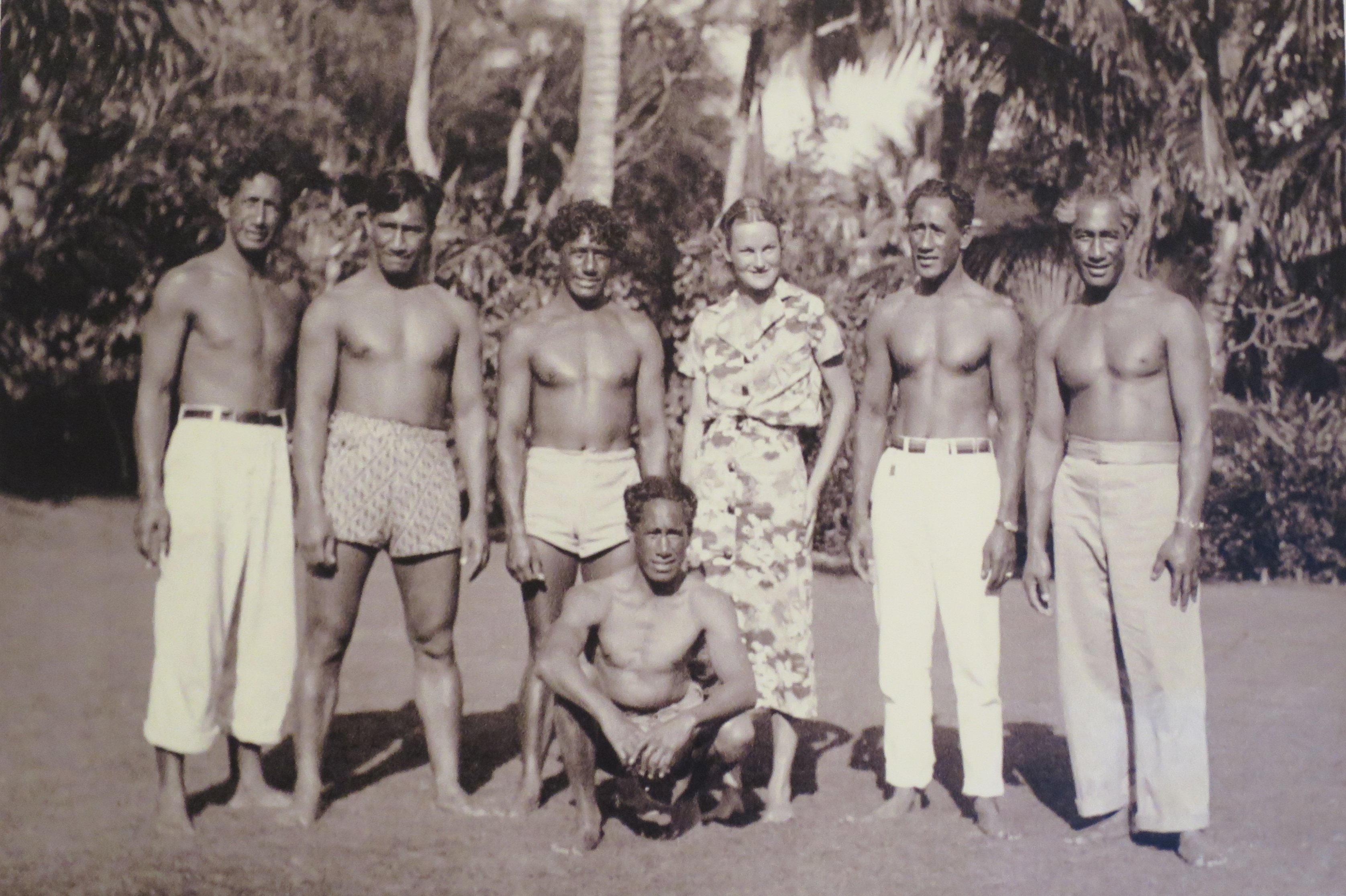
Doris Duke amb Duke Kahanamoku i els seus germans, 1937

Mentre vivia a Hawaii, la Doris es va convertir en la primera dona a participar en competicions de surf, sota la tutela del campió de surf i nedador olímpic Duke Kahanamoku i els seus germans.
Era una amant dels animals, en particular d'animals domèstics que va tenir, com ara gossos i camells. En els seus últims anys es va convertir en una defensora de la fauna salvatge i les reservers naturals, en conservacionista del medi ambient, i en patrocinadora de la preservació històrica.
L'interès de Doris Duke per la jardineria va afavorir l'amistat amb Louis Bromfield, escriptor guanyador del Premi Pulitzer i granger científic, que administrava Malabar Farm, la seva casa de camp a Lucas, Ohio. Actualment, la finca de l'escriptor forma part de Malabar Farm State Park, cosa que va ser possible gràcies a una donació de Doris Duke, que va ajudar a comprar la propietat després de la mort de Bromfield. Se li ha dedicat una arbreda, que porta el seu nom.

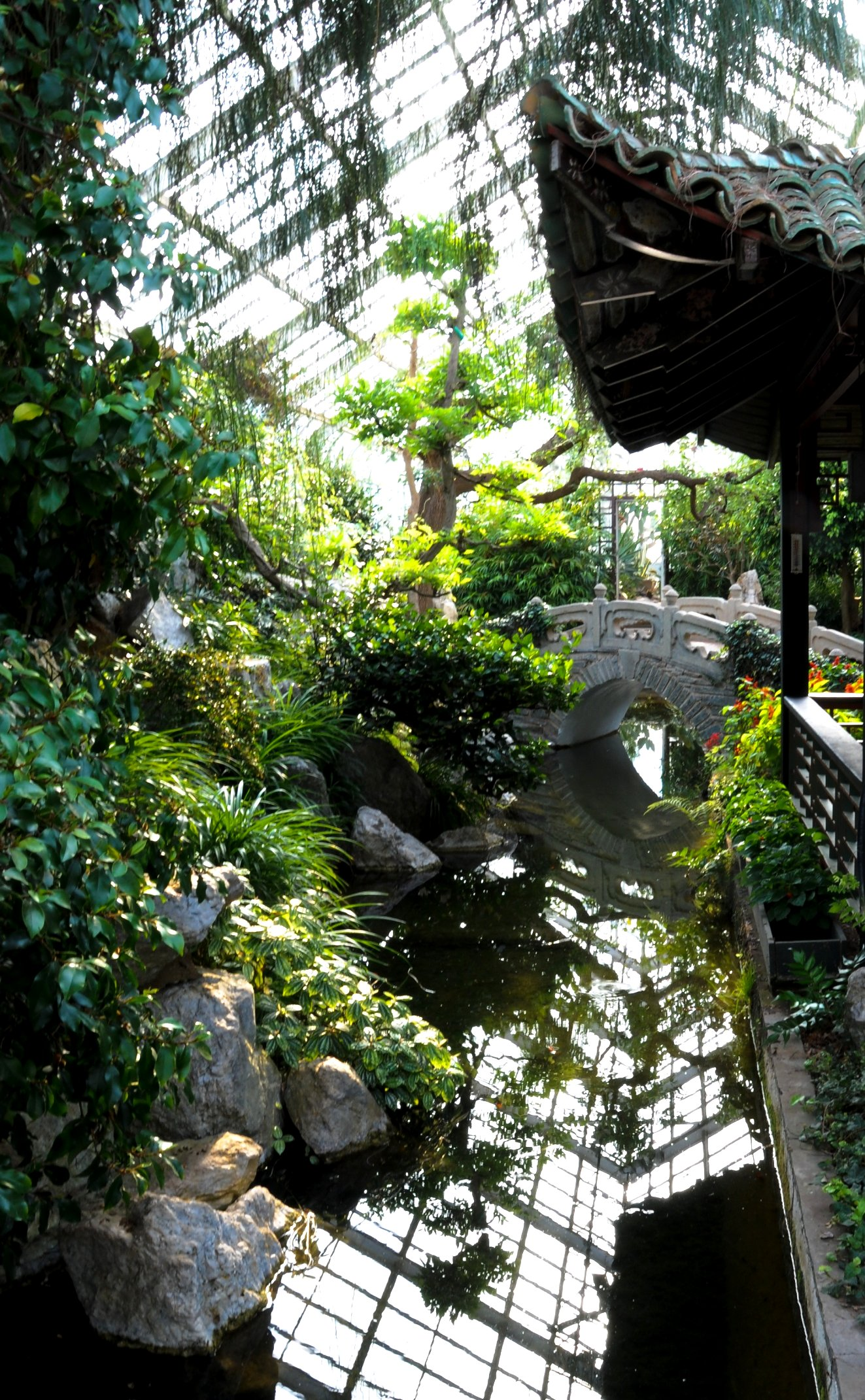
Jardí xinès del Duke Gardens

Als 46 anys, Doris Duke va començar a crear els Duke Gardens, uns jardins públics de plantes exòtiques, dins d'un gran hivernacle, en memòria del seu pare, James Buchanan Duke. Va fer ampliar amb noves seccions l'hivernacle d'Horace Trumbauer a casa seva a Duke Farms, a Nova Jersey, i va crear onze jardins connectats entre si, cadascun dels quals era una recreació a escala real d'una temàtica de jardí, país o època, inspirat en els Longwood Gardens de Pierre Samuel du Pont. Doris Duke va dissenyar els elements arquitectònics, artístics i botànics de la mostra a partir de les observacions que havia fet en els seus llargs viatges internacionals. També va contribuir a la instal·lació i disseny dels hivernacles, de vegades treballant fins a 16 hores al dia. La construcció dels jardins va començar el 1958, i a la dècada de 1970 s'hi va afegir una recreació de la il·luminació nocturna dels jardins francesos: tot això exemplifica l'atenció al detall que la Doris va prodigar contínuament als jardins al llarg de la seva vida.
Doris Duke havia après a tocar el piano de molt jove i sempre havia mostrat afecte pel jazz, fet que la va dur a fer amistat amb diversos músics d'aquest estil musical. També li agradava la música gòspel i fins i tot va arribar a cantar en un cor.
El 1966, Doris Duke s'esperava al volant d'un cotxe llogat quan li va marxar endavant i va atropellar el dissenyador d'interiors Eduardo Tirella mentre obria la porta de la mansió que estaven restaurant a Newport, Rhode Island. La família de Tirella la va demandar i Doris Duke va haver de pagar 75.000 dòlars quan se la va declarar culpable d'una negligència.

## Cases

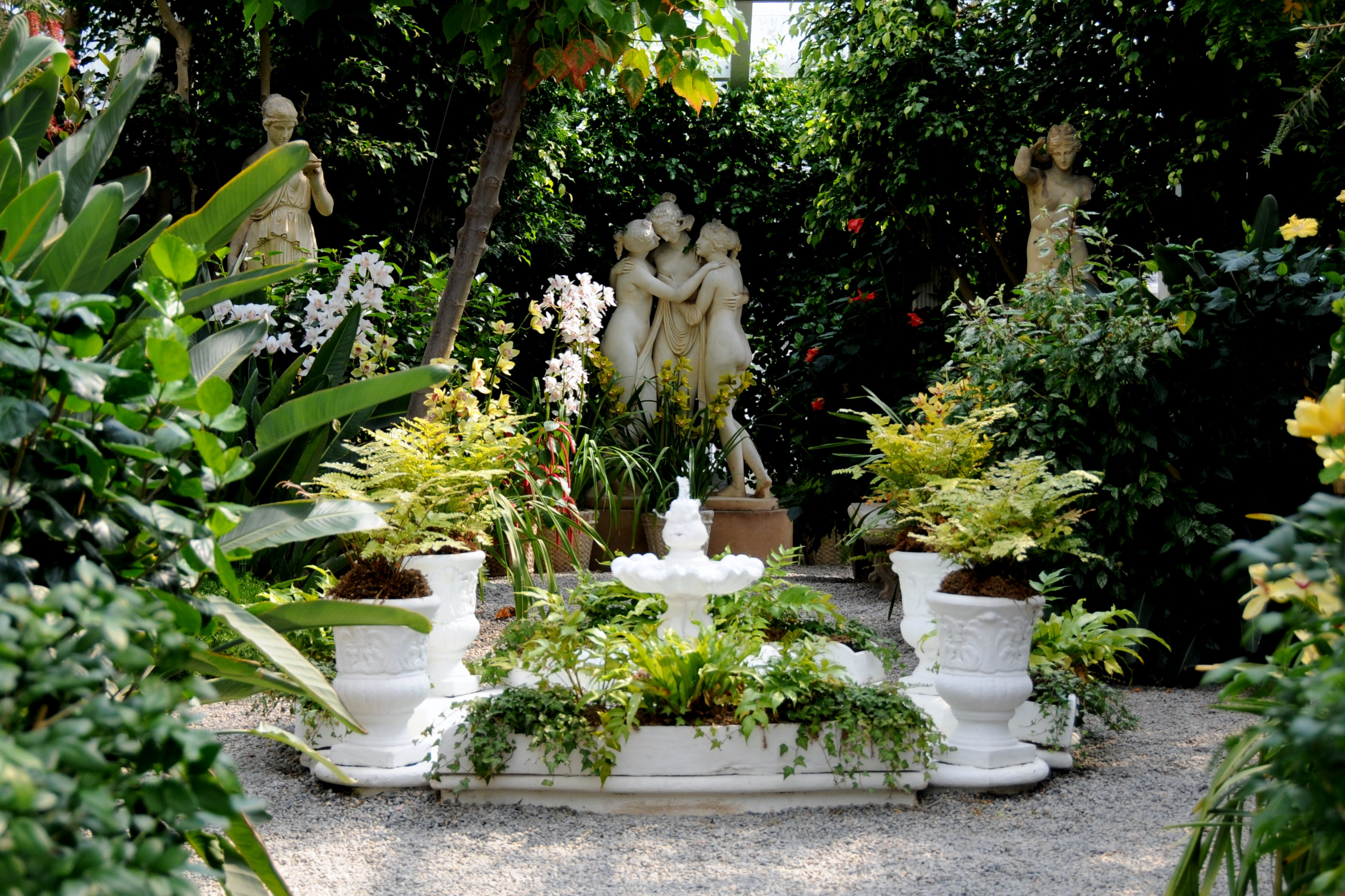
Doris Duke va crear el jardí italià en el Duke Gardens per a exhibir les escultures que el seu pare havia col·leccionat, com aquesta rèplica de les Tres Gràcies

Doris Duke va adquirir diverses cases al llarg dels anys. La seva residència principal i domicili oficial va ser Duke Farms, propietat del seu pare, d'11 km² a Hillsborough Township, Nova Jersey. Aquí és on va crear els Duke Gardens, de 5.600 m², una de les mostres botàniques d'interior més grans dels Estats Units.

Altres residències de Doris Duke es van mantenir privades mentre va viure: els caps de setmana d'estiu treballava en projectes de la Newport Restoration Foundation, mentre s'estava a Rough Point, una mansió heretada a Newport, Rhode Island, d'estil senyorial anglès, amb 49 habitacions. 

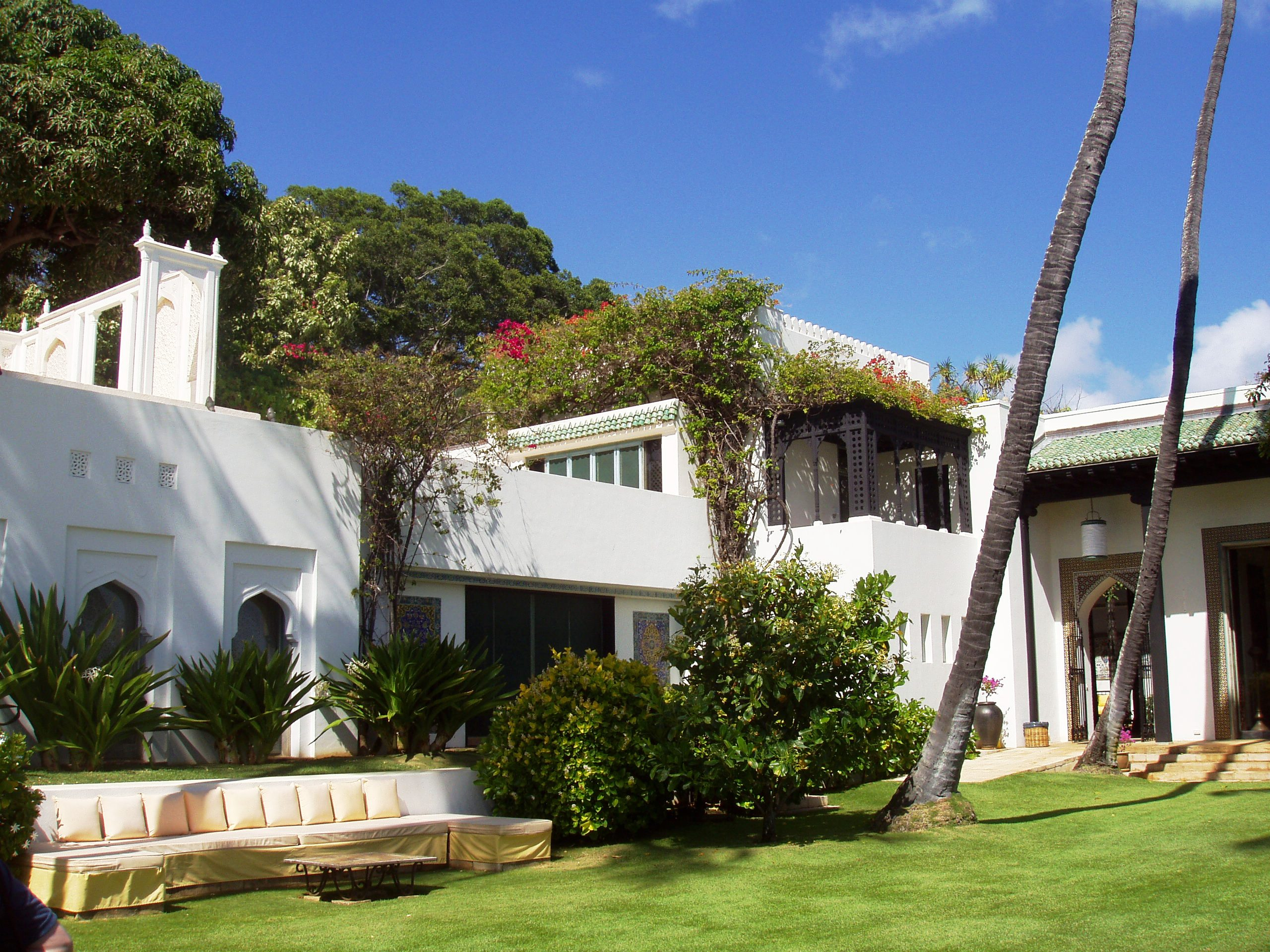
La finca Shangri La de Doris Duke, en Honolulu

Els hiverns els passava en una finca construïda a la dècada de 1930, anomenada Shangri-La a Honolulu, Hawaii; i a Falcon's Lair, a Beverly Hills, Califòrnia, casa que havia estat de Rodolfo Valentino.
També disposava de dos apartaments a Manhattan: un àtic de 9 habitacions amb una balconada de 93 m² al número 475 de Park Avenue, que actualment és propietat de la periodista Cindy Adams; i un altre apartament prop de Times Square, que utilitzava exclusivament com a oficina per a la gestió d'assumptes financers.
La Doris es va comprar un Boeing 737 i en va redecorar l'interior per viatjar d'una casa a l'altra, i per als seus viatges pel món per adquirir noves obres d'art i plantes. L'aparell inclou una habitació decorada que reprodueix l'habitació d'una casa de debò.
A la Doris Duke li costava quedar-se quieta: tan bon punt arribava a un lloc, ja tenia el desig d'anar-se'n cap a un altre. A més a més, s'implicava personalment en el manteniment de les seves propietats, i tan aviat pujava a l'escala d'una bastida de tres pisos per netejar rajoles al pati de Shangri La, com treballava amb els jardiners a Duke Farms.
Actualment, les filials de la Doris Duke Charitable Foundation gestionen tres de les seves residències principals, i permeten un accés limitat al públic.
- Duke Farms està administrada per la Duke Farms Foundation; hi ha un vídeo disponible d'un recorregut dels Duke Gardens.
- Rough Point va ser traspassada a la Newport Restoration Foundation el 1999 i oberta al públic el 2000. Les visites estan limitades a 12 persones.
- Shangri La, l'administració de la qual recau sobre la Doris Duke Foundation for Islamic Art;[19] on també es poden fer recorreguts en petits grups i, a la xarxa, hi ha disponible una visita virtual.[20]

## Matrimonis i relacions sentimentals
La Doris Duke es va casar dues vegades.
Va casar-se per primera vegada el 1935, amb James Cromwell, el fill d'Eva Stotesbury, que formava part de l'alta societat de Palm Beach, Florida. James Cromwell, com Doris, era un defensor del programa polític anomenat New Deal, i va utilitzar la fortuna de la seva dona per finançar-se la carrera política. Durant el 1940, va exercir diversos mesos com a ambaixador dels Estats Units al Canadà, i es va postular sense èxit per al Senat dels Estats Units. Van tenir una filla, Arden, que va morir l'endemà de néixer. La parella es va divorciar el 1943.
Va tornar a casar-se l'1 de setembre de 1947, mentre era a París. La Doris es va convertir en la tercera esposa de Porfirio Rubirosa, un diplomàtic de la República Dominicana. La Doris va pagar a la seva dona, Danielle Darrieux, un milió de dòlars perquè acceptés un divorci de mutu acord. Com que era una dona adinerada, el matrimoni de la Doris amb Porfirio Rubirosa va atreure l'atenció del Departament d'Estat dels Estats Units, que la va advertir sobre la inconveniència d'invertir en el programa polític del seu marit. A més, preocupava el fet que, si ella moria, un govern estranger podria guanyar massa poder; per tant, Porfirio Rubirosa va d'haver de signar un acord prenupcial. Malgrat això, mentre van ser casats ella li va fer regals valorats en diversos milions de dòlars, com ara un estable de cavalls de polo, cotxes esportius, un bombarder B-25 reconvertit i, en l'acord de divorci, una casa del segle xvii a París.
Doris Duke va tenir moltes relacions, però mai no es va tornar a casar. Un dels seus millors amics va ser Aimée de Heeren, de la classe alta brasilera. Segons la informació de què es disposa, alguns dels seus amants van ser, entre d'altres, Duke Kahanamoku, Errol Flynn, Alec Cunningham-Reid, el general George S. Patton, Joe Castro, Louis Bromfield, Charles Asfar i Leon Amar.

## Patrimoni net
Quan James Buchanan Duke va morir, va deixar una fortuna valorada en 100 milions de dòlars.
Una part d'aquesta fortuna va anar a parar a mans de la Doris i de la seva mare, la Nanaline, que era una dona de negocis força astuta, sovint comparada amb Hetty Green, la «Bruixa de Wall Street». Quan va morir, el 1962, va deixar a la seva filla, a més de l'abric i les joies, uns 250 milions de dòlars, una fortuna que triplicava la que havia deixat James Buchanan Duke.
Això, afegit a les moltes accions i inversions que el seu pare havia fet a nom de la Doris, va suposar una considerable ampliació de la fortuna dels Duke. Amb una renda anual de 35 milions de dòlars, la Doris també es va beneficiar dels interessos dels seus nombrosos comptes bancaris, que pujaven a un total aproximat de 20 milions de dòlars nets.
A més, Doris Duke també era propietària de moltes accions d'empreses de renom, com la General Motors, i tenia un gran equip financer de banquers i comptables per gestionar les seves participacions (atès que, tot i els rumors, la Doris tenia poc o gens d'interès pels assumptes monetaris).
El que molts s'obliden d'incloure a la fortuna de Doris Duke és la seva inavaluable col·lecció d'obres d'art que, segons sembla, inclou quadres de Picasso, Van Gogh, Rembrandt i Monet, així com una valuosa col·lecció d'art i mobles islàmics i del sud-est asiàtic, que es diu que és de valor incalculable.
També formen part del patrimoni dels Duke més de 2.000 ampolles de vins rars (per valor de més de 5 milions de dòlars) i una extraordinària col·lecció de joies.
Doris Duke també va comprar cases, i va afegir 28 km² a Duke Farms, que li pertanyia exclusivament, igual que les propietats de Newport (Rhode Island), Hawaii, Nova York, Chicago i Hollywood.
El seu patrimoni net total, incloent-hi tots els béns, es valora en 5.300 milions de dòlars.

## Filantropia
El primer acte altruista destacat de la Doris va ser fundar l'Independent Aid, Inc., el 1934, quan tenia 21 anys, amb la finalitat de gestionar les nombroses sol·licituds d'assistència financera que li feien.
El 1958 va crear la Fundació Duke Gardens per dotar els jardins d'un accés públic, i va començar a crear Duke Farms. La fundació tenia com a objectiu que els Duke Gardens «demostressin els interessos i aspiracions filantròpiques de la família Duke, a més de la voluntat de donar a conèixer altres cultures del món.» Els Duke Gardens van ser centre de controvèrsia constant, atès que els fideïcomissaris de la Doris Duke Charitable Foundation van voler tancar-los el 25 de maig de 2008.
El 1968, la Doris va crear la Newport Restoration Foundation, amb l'objectiu de preservar més de vuitanta edificis colonials de la ciutat. Les propietats històriques inclouen Rough Point, Samuel Whitehorne House, Prescott Farm, Buloid-Perry House, The King's Arms Tavern, The Baptist Meetinghouse, i la Cotton House. Setanta-un d'aquests edificis es poden llogar. Només cinc funcionen com a museus. La Doris també va finançar la construcció de l'asram de Maharishi Mahesh Yogui a l'Índia, que van visitar els Beatles el 1968.
Els llargs viatges de la Doris van fer que s'interessés per una gran varietat de cultures, i durant la seva vida va adquirir una col·lecció considerable d'art islàmic i del sud-est asiàtic. Després de la seva mort, es van donar nombroses peces a l'Asian Art Museum de San Francisco i al Walter Art Museum de Baltimore.
També va dur a terme moltes obres filantròpiques i va ser una gran benefactora dels programes de benestar infantil i de recerca mèdica. La seva fundació, l'Independent Aid, Inc., es va convertir en la Doris Duke Foundation, que avui dia encara funciona com a entitat que concedeix subvencions privades.
Després que ella morís, el 1996, es va fundar la Doris Duke Charitable Foundation, que dona suport a quatre programes nacionals de beques i a les tres finques de Doris Duke: Shangri La, Rough Point i Duke Farms.

## Mort
El 1992, als 79 anys, Duke es va fer una ritidectomia en la cara. Va intentar caminar mentre encara estava sota els efectes dels sedants, va caure, i es va trencar el maluc.
El gener de 1993, es va sotmetre a cirurgia de genoll, que la va tenir hospitalitzada del 2 de febrer al 15 d'abril. Va necessitar, però, una segona operació de genoll el juliol d'aquell any i, un dia després de rebre l'alta, va patir un vessament cerebral greu.
La Doris es va morir a la seva casa de Falcon's Lair el 28 d'octubre de 1993, als 80 anys. Segons un portaveu de Bernard Lafferty, el marmessor nomenat per l'última voluntat de la Doris, que estava amb ella en el moment de la seva mort, la causa va ser un edema pulmonar progressiu que li va provocar una aturada cardíaca.
Va ser incinerada 24 hores després de morir, i les seves cendres es van escampar sobre l'oceà Pacífic, com havia especificat en la seva última voluntat. No obstant això, el seu marmessor, Bernard Lafferty, també en va enviar una petita part a Marshfield, Missouri, el poble on va créixer la Doris; allà, les van enterrar alcementiri local i s'hi va col·locar una làpida en honor de la seva memòria. A la Doris se la coneixia localment com a filantropa, atès que sovint enviava grans sumes de diners per a diversos projectes, en general sense publicitat.

## Fideïcomissos i testaments
Doris Duke va ser la beneficiària en vida de dos fideïcomisos (el 1917 i el 1924) creats pel seu pare. Els ingressos dels fideïcomisos era a nom de tots els seus descendents després de la seva mort.
El 1988, a l'edat de 75 anys, Duke va adoptar legalment a una dona anomenada Chandi Heffner, de 35 anys, devota d'Hare Krixna i germana de la tercera esposa del multimilionari Nelson Peltz. Al principi, Duke va sostenir que Heffner era la reencarnació de la seva única filla biològica, Arden, que va morir poc després de néixer el 1940. Les dues dones va tenir un enfrontament, i la versió final de la voluntat del Duke va especificar que no desitjava a Heffner per a evitar que es beneficiés dels fideïcomisos del seu pare; ella també va negar l'adopció. Tot i la negació, després de la mort del Duke, els fideïcomissaris de la seva fortuna van haver de resoldre una demanda presentada per Heffner de 65.000.000 $.
En el seu testament final, Duke va deixar gairebé tota la seva fortuna a diverses fundacions de caritat. Ella va nomenar al seu majordom d'origen irlandès Bernard Lafferty com a executor, que després va constituir, com a empresa co-executora, l'US Trust Company; Lafferty i el seu amic Charles Marion Oates van ser nomenats com els seus fideïcomissaris. No obstant això, es van presentar una sèrie de demandes en contra de la voluntat. Al morir, la fortuna del Duke es va estimar en 1.300.000.000 $. La demanda més coneguda va ser iniciada per Harry Demopoulos. Demopoulos havia estat nomenat marmessor en un testament anterior, i va denunciar el nomenament de Lafferty. Demopoulos va argumentar que Lafferty i els seus advocats havien entabanat a una dona malalta, sedant a l'anciana perquè li donés el control del seu patrimoni. Fins i tot Tammy Payette, la infermera de Duke, va fer les acusacions més sensacionals, sostenint que el Lafferty i un prominent metge de Beverly Hills, el Dr. Charles Kivowitz, havien conspirat per a accelerar la mort de Duke amb morfina i demerol. El 1996, l'any que Lafferty va morir, l'oficina del Fiscal del Districte de Los Angeles va dictaminar que no hi havia cap evidència ferma de joc brut.
La Duke University también va presentar una demanda, reclamant els actius de 10.000.000 $ aportats en la voluntat (encara que Duke també va declarar que el beneficiari que disputès les seves disposicions no rebria res).
Els litigis, en els que van participar 40 advocats de 10 bufets d'advocats diferents, relacionats amb la fortuna de Duke van durar gairebé tres anys. Lafferty va ser separat en última instància pels tribunals de Nova York per a l'ús dels fons immobiliaris per al seu propi ús, i a l'US Trust per «no fer res per aturar-lo.»
El Tribunal Testamentari de Manhattan va fer cas omís de la voluntat del Duke i va nomenar nous fideïcomissaris d'entre els que havien impugnat: Harry Demopoulos, J. Carter Brown, Marion Oates Charles (l'únic fideïcomissari de l'última voluntat de Duke), James Gill (un advocat), Nannerl O. Keohanep(esident de la U Duke iniversity), i John J. Mack (president de la Morgan Stanley). Els honoraris per les seves demandes van excedir de 10.000.000 $, que van ser pagats amb la fortuna de Duke.
Aquests fideïcomissaris controlen tots els actius de la Doris Duke Charitable Foundation (DDCF), que Doris Duke va crear per a donar suport a la investigació mèdica, a l'anti-vivisecció, a la prevenció de la crueltat amb els nens i els animals, a les arts escèniques, a la fauna i a l'ecologia. El DDCF també controla el finançament de les tres fundacions independents creades per a operar les antigues llars de Duke: la Doris Duke Foundation for Islamic Art, el Duke Farms i la Newport Restoration Foundation. Els fideïcomissaris han reduït progressivament el finançament d'aquestes fundacions, afirmant que les pròpies obres de Doris Duke estan «perpetuant la història de la família Duke amb les passions personals i el consum conspicu.»
Recentment, aquestes fundacions han venut alguns actius i han tancat el Duke Gardens. Christie's, Nova York, va publicar un catàleg molt il·lustrat de més de 600 pàgines per a la subhasta de «la col·lecció Doris Duke, que es ven en benefici de la Doris Duke Charitable Foundation», que es va celebrar a Nova York durant tres dies, del 3 al 5 juny de 2004.